# Tarenna bridsoniana
Tarenna bridsoniana är en måreväxtart som beskrevs av J. Degreef. Tarenna bridsoniana ingår i släktet Tarenna och familjen måreväxter. Inga underarter finns listade i Catalogue of Life.